# Ulica Marcina Borelowskiego-Lelewela w Krakowie

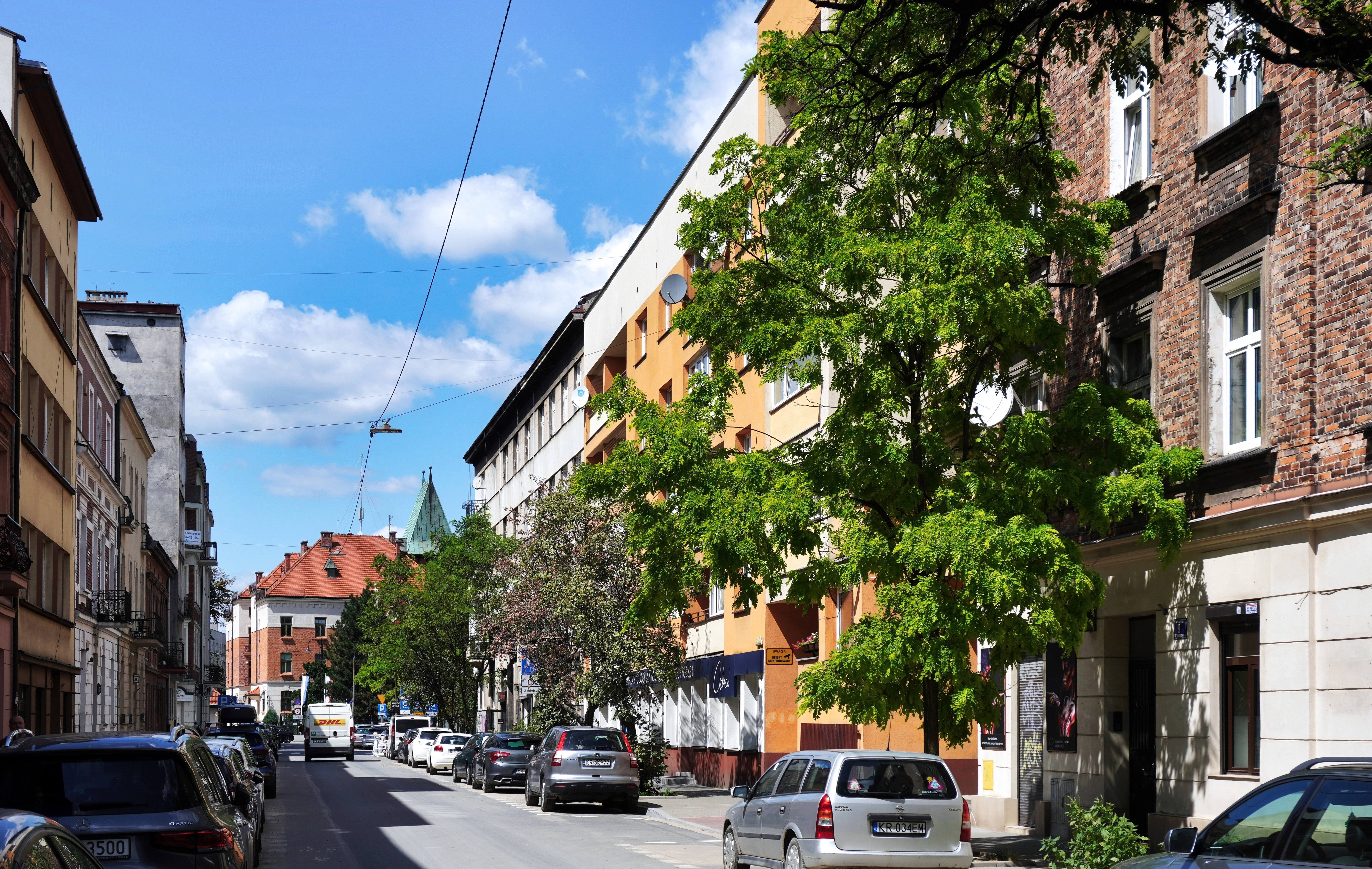
Widok na północ od skrzyżowania z ulicą Tadeusza Kościuszki

Ulica Marcina Borelowskiego-Lelewela – ulica w Krakowie, w dzielnicy VII Zwierzyniec na Półwsiu Zwierzynieckim. Łączy ul. T. Kościuszki z ul. Senatorską.

## Historia
Ulica powstała pod koniec XIX wieku na terenie dawnych stawów (będących resztkami starorzeczy Wisły i Rudawy), jeszcze przed włączeniem Półwsia Zwierzynieckiego w obręb miasta Krakowa w 1909 roku i nosiła wtedy już obecną nazwę. W 1912 roku przemianowano ją na ul. Joachima Lelewela, natomiast w 1956 roku, Rada Miasta Krakowa ponownie nadała ulicy nazwę, Marcina Borelowskiego-Lelewela, polskiego rzemieślnika i działacza społecznego, który urodził się na Półwsiu.

## Zabudowa
Zabudowa to czynszowe kamienice powstałe w początkach XX wieku po włączenie Półwsia do Krakowa oraz w latach 30. Numeracja kamienic zaczyna się od ul. T. Kościuszki.
Obiekty wymienione niżej zostały wpisane do gminnej ewidencji zabytków.
Strona nieparzysta:
- ul. Marcina Borelowskiego-Lelewela 1 (ul. Tadeusza Kościuszki 27, Tatarska 13) – kamienica, zbudowana około 1905 roku.
- ul. Marcina Borelowskiego-Lelewela 5 – kamienica, zbudowana około 1939 roku.
- ul. Marcina Borelowskiego-Lelewela 7 – kamienica, zbudowana w 1912 roku według projektu Aleksandra Biborskiego.
- ul. Marcina Borelowskiego-Lelewela 9 – kamienica, zbudowana w 1912 roku według projektu Aleksandra Biborskiego.
- ul. Marcina Borelowskiego-Lelewela 15 – kamienica, zbudowana w 1931 roku według projektu  Franciszka Mączyńskiego.
- ul. Marcina Borelowskiego-Lelewela 17 (ul. Michała Stachowicza 16) – kamienica, zbudowana w 1931 roku według projektu  Franciszka Mączyńskiego.

Strona parzysta:
- ul. Marcina Borelowskiego-Lelewela 2 (ul. Tadeusza Kościuszki 29) – kamienica, zbudowana w 1905 roku.
- ul. Marcina Borelowskiego-Lelewela 4 – kamienica, zbudowana w latach 1932–1933 według projektu Izydora Goldbergera i Leona Feningera.
- ul. Marcina Borelowskiego-Lelewela 6 – kamienica, zbudowana w latach 1909–1911 według projektu J. Hawlickiego.

- ul. Marcina Borelowskiego-Lelewela 8 – kamienica, zbudowana w 1911 roku.
- ul. Marcina Borelowskiego-Lelewela 10 – kamienica, zbudowana około 1911 roku.
- ul. Marcina Borelowskiego-Lelewela 12 – kamienica, zbudowana w 1936 roku według projektu Leopolda Bachnera i M. Steila.
- ul. Marcina Borelowskiego-Lelewela 14 – kamienica, zbudowana w 1906 roku według projektu Józefa Tiborskiego.
- ul. Marcina Borelowskiego-Lelewela 16 – kamienica, zbudowana w 1906 roku.
- ul. Marcina Borelowskiego-Lelewela 18 – dom, zbudowany około 1911 roku.
- ul. Marcina Borelowskiego-Lelewela 22 (ul. Michała Stachowicza 13) – kamienica, zbudowana około 1909 roku.
- ul. Marcina Borelowskiego-Lelewela 24 (ul. Senatorska 2) – kamienica, zbudowana przed 1914 roku.

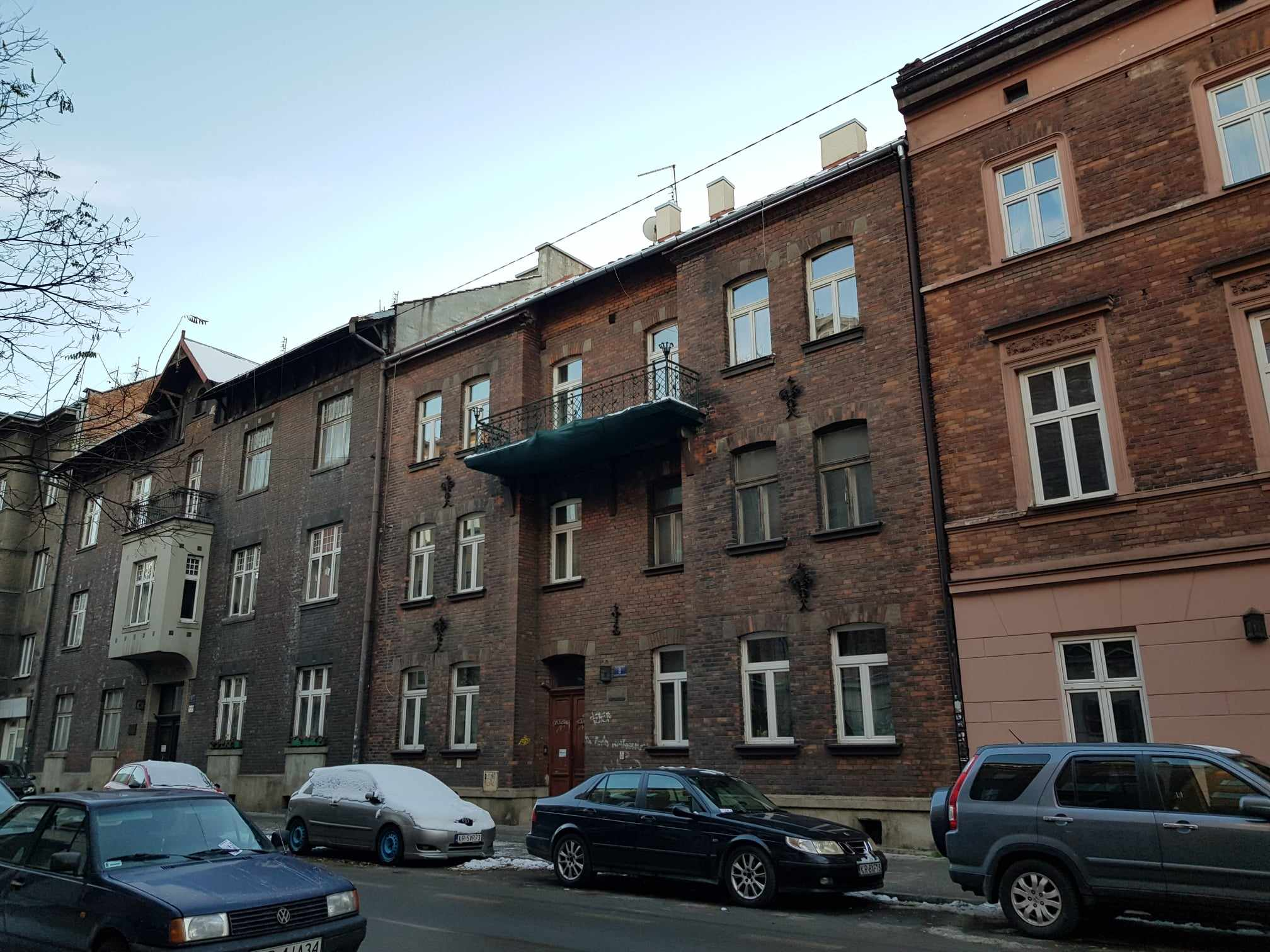
ul. Marcina Borelowskiego-Lelewela 8 Kamienica (1911)
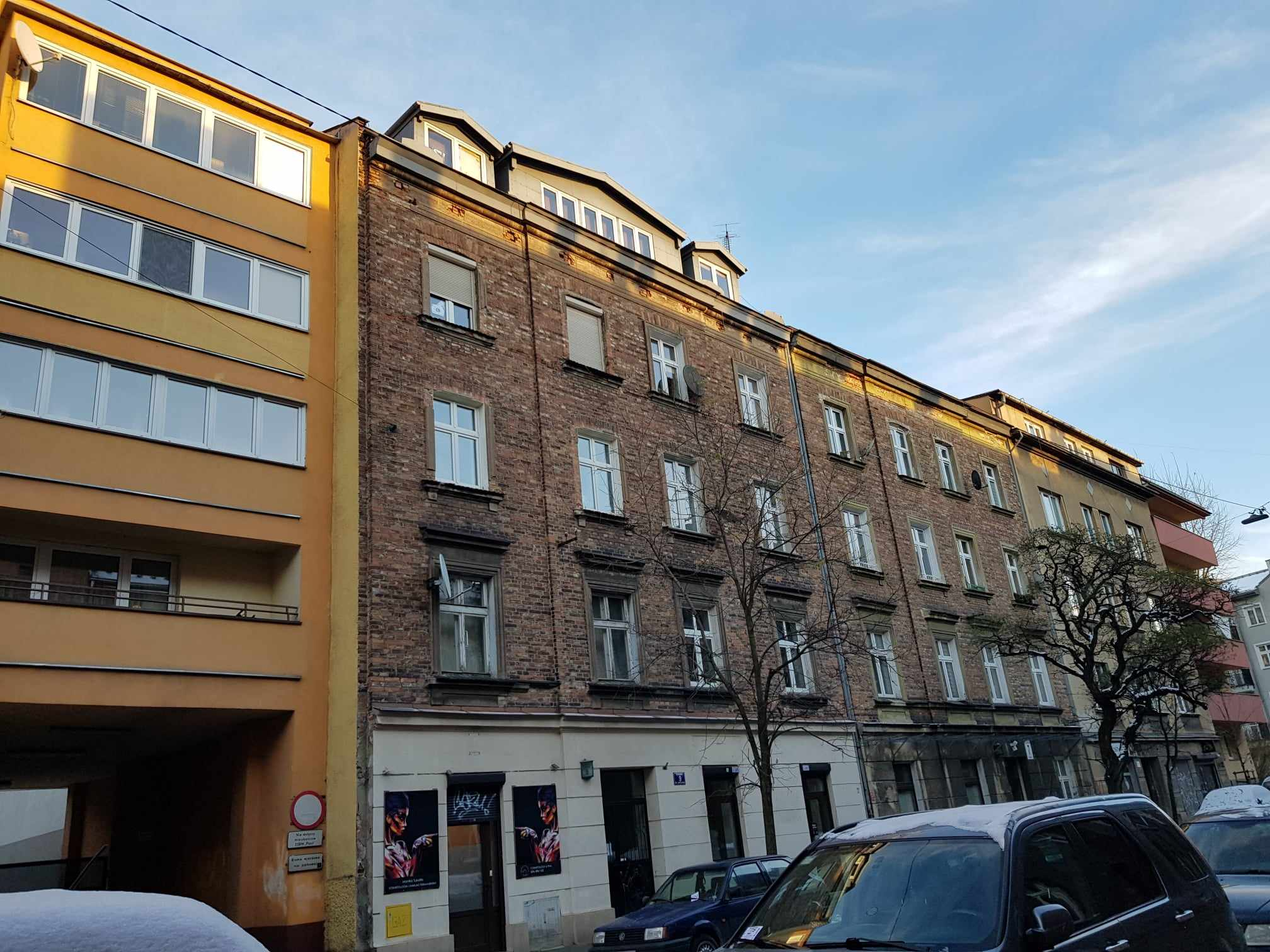
ul. Marcina Borelowskiego-Lelewela 9 Kamienica (proj. Aleksander Biborski, 1912)
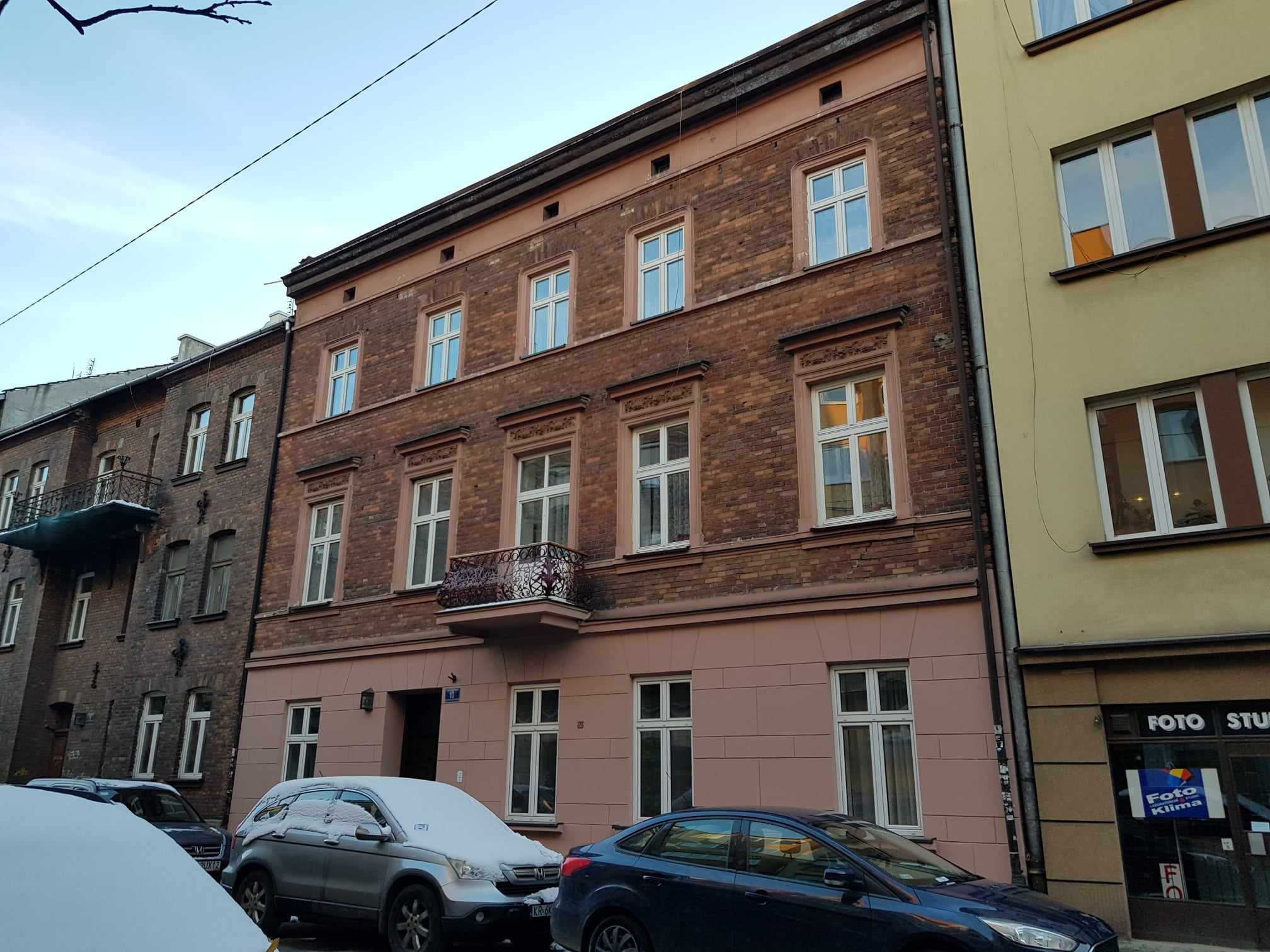
ul. Marcina Borelowskiego-Lelewela 10 Kamienica (ok. 1911)
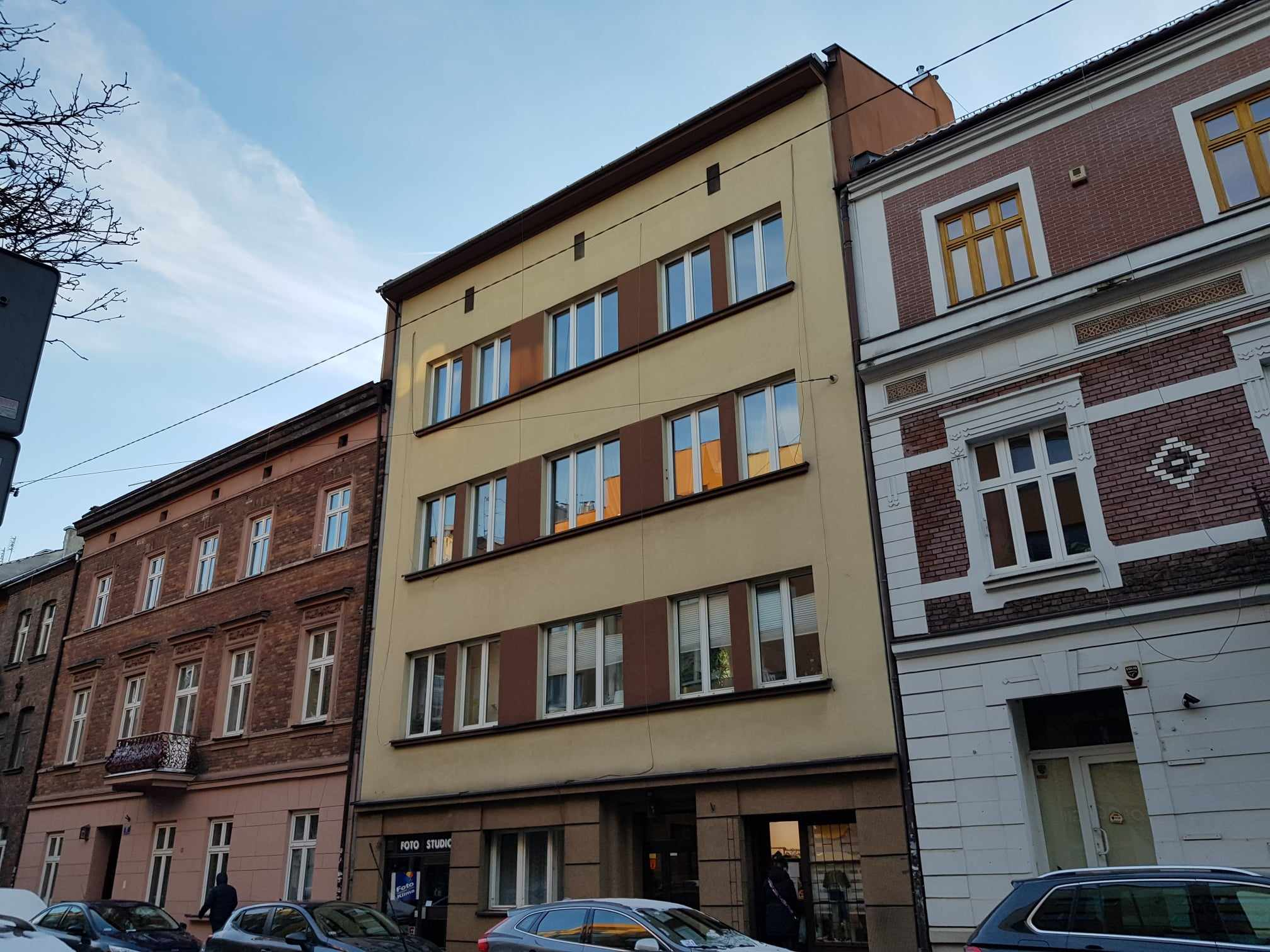
ul. Marcina Borelowskiego-Lelewela 12 Kamienica (proj. M. Steil, Leopold Bachner, 1936)
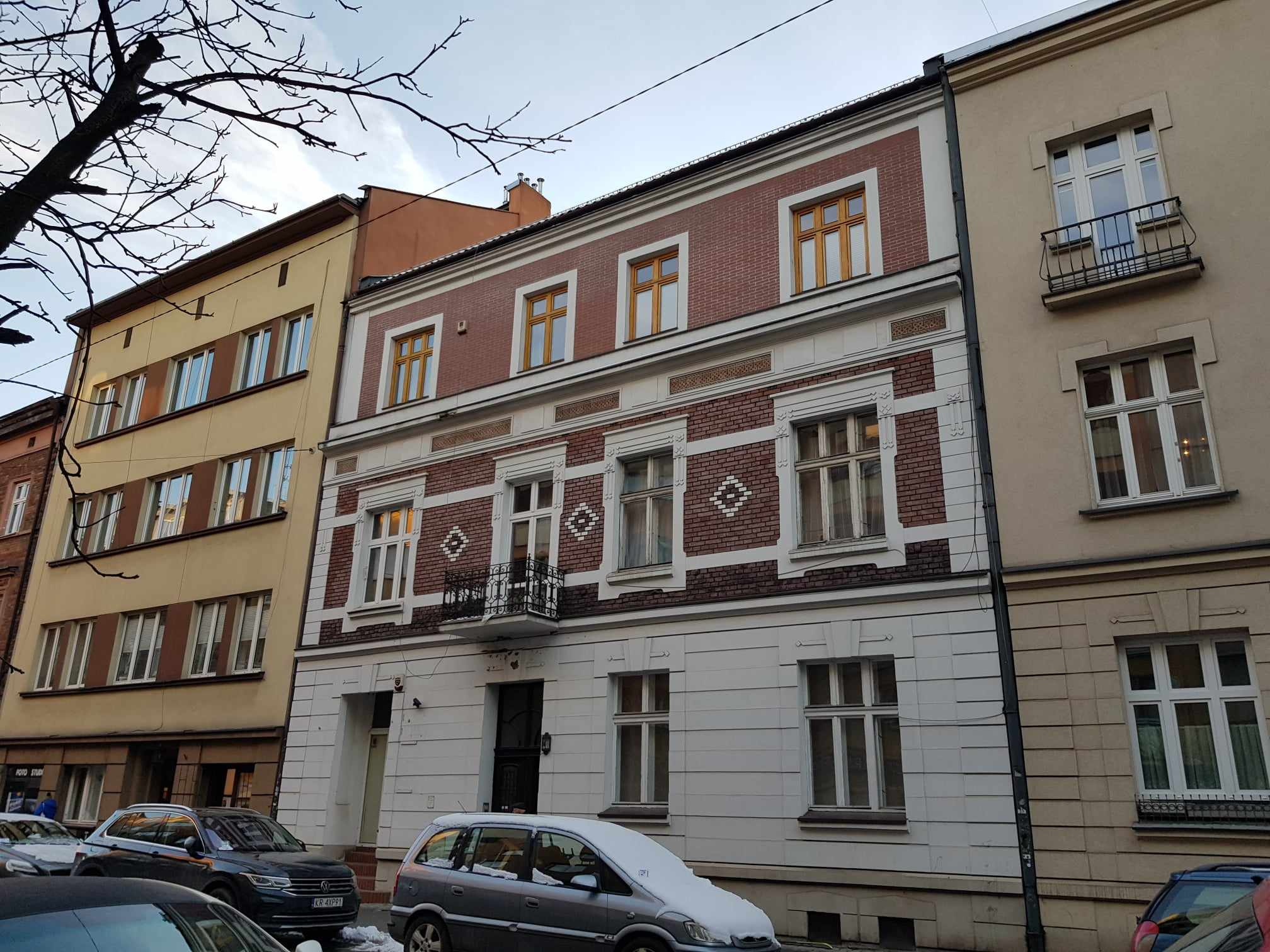
ul. Marcina Borelowskiego-Lelewela 14 Kamienica (proj. Józef Tiborski, 1906)
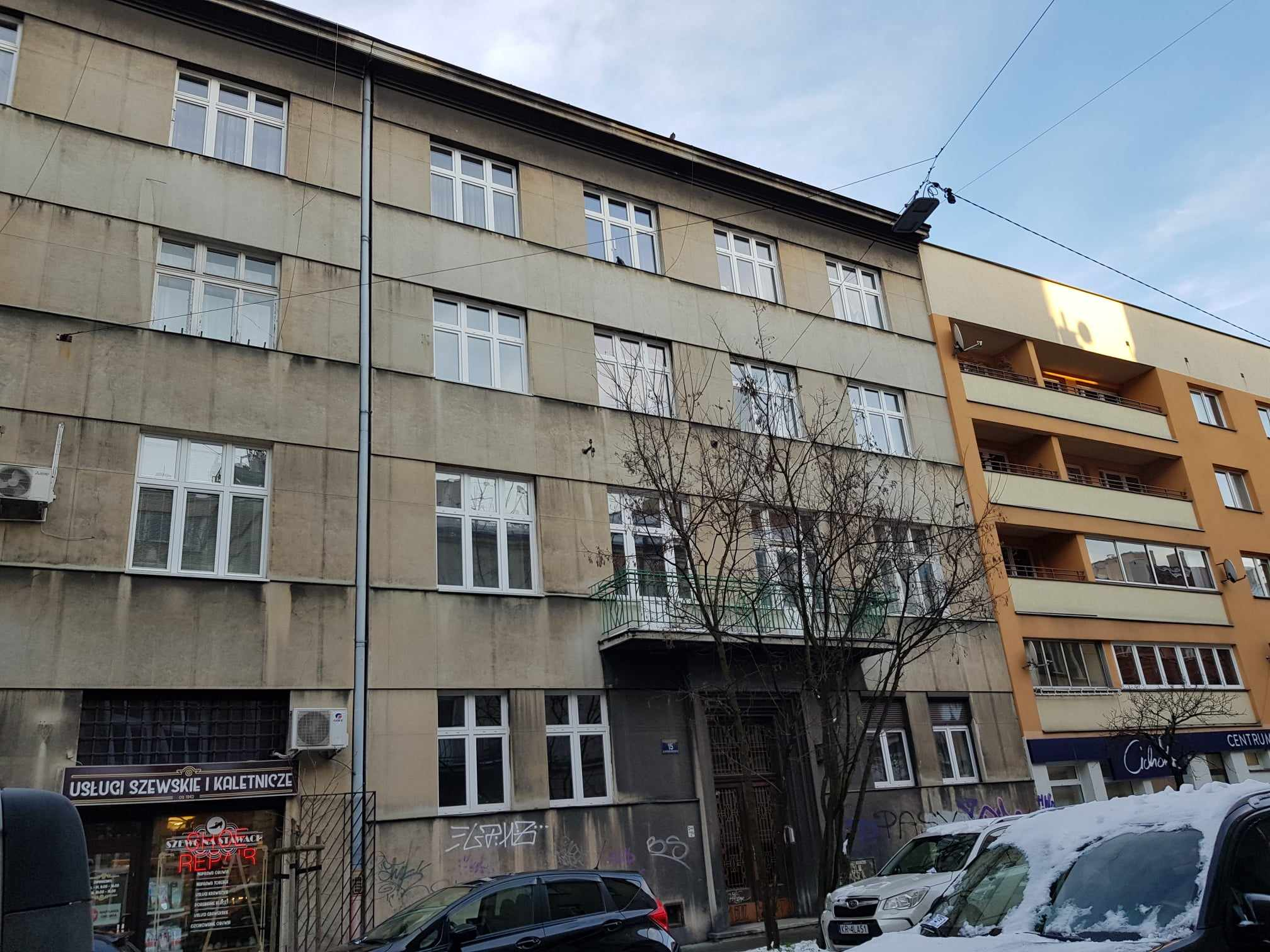
ul. Marcina Borelowskiego-Lelewela 15 Kamienica (proj. Franciszek Mączyński, 1931)
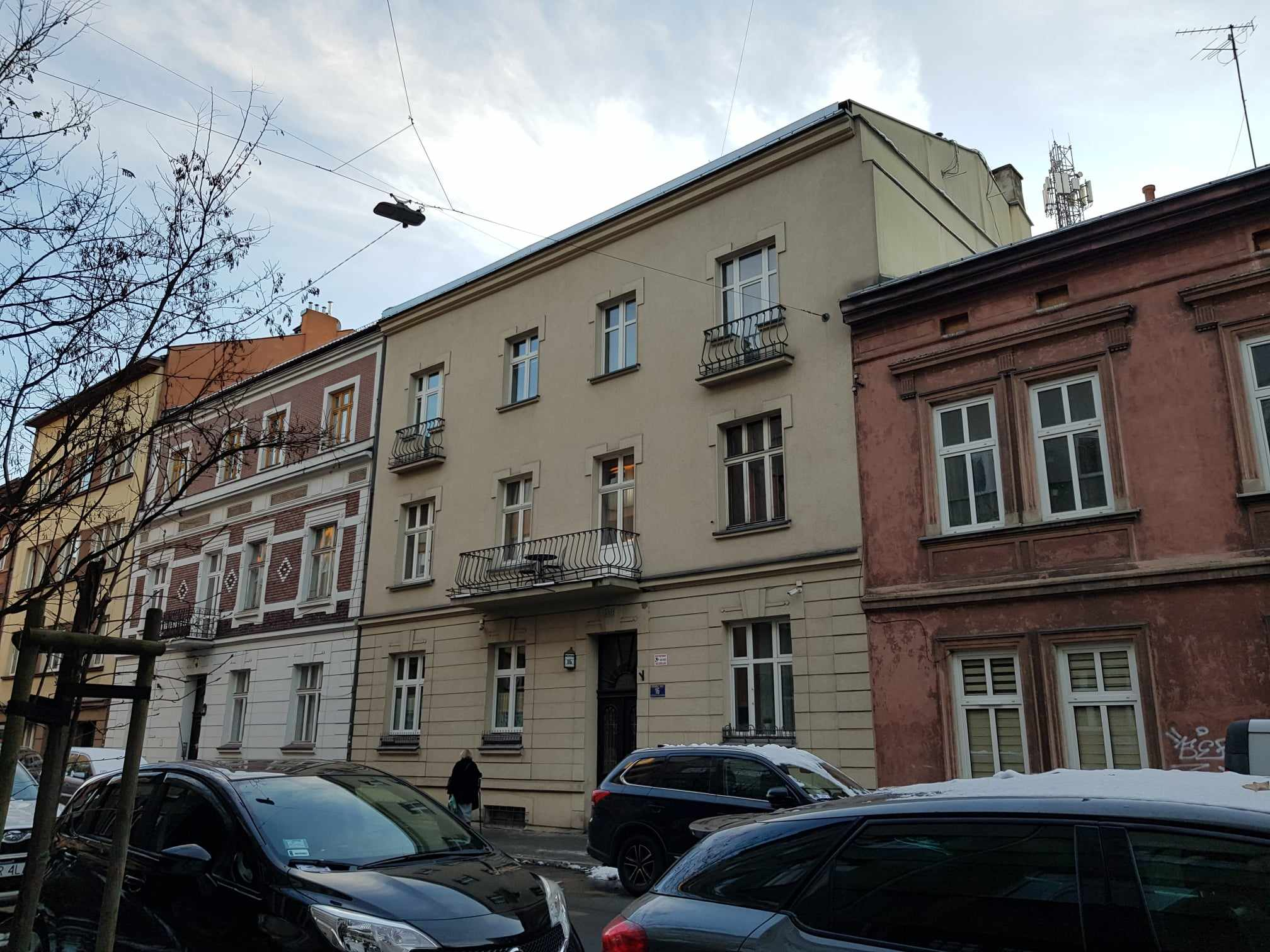
ul. Marcina Borelowskiego-Lelewela 16 Kamienica (1906)
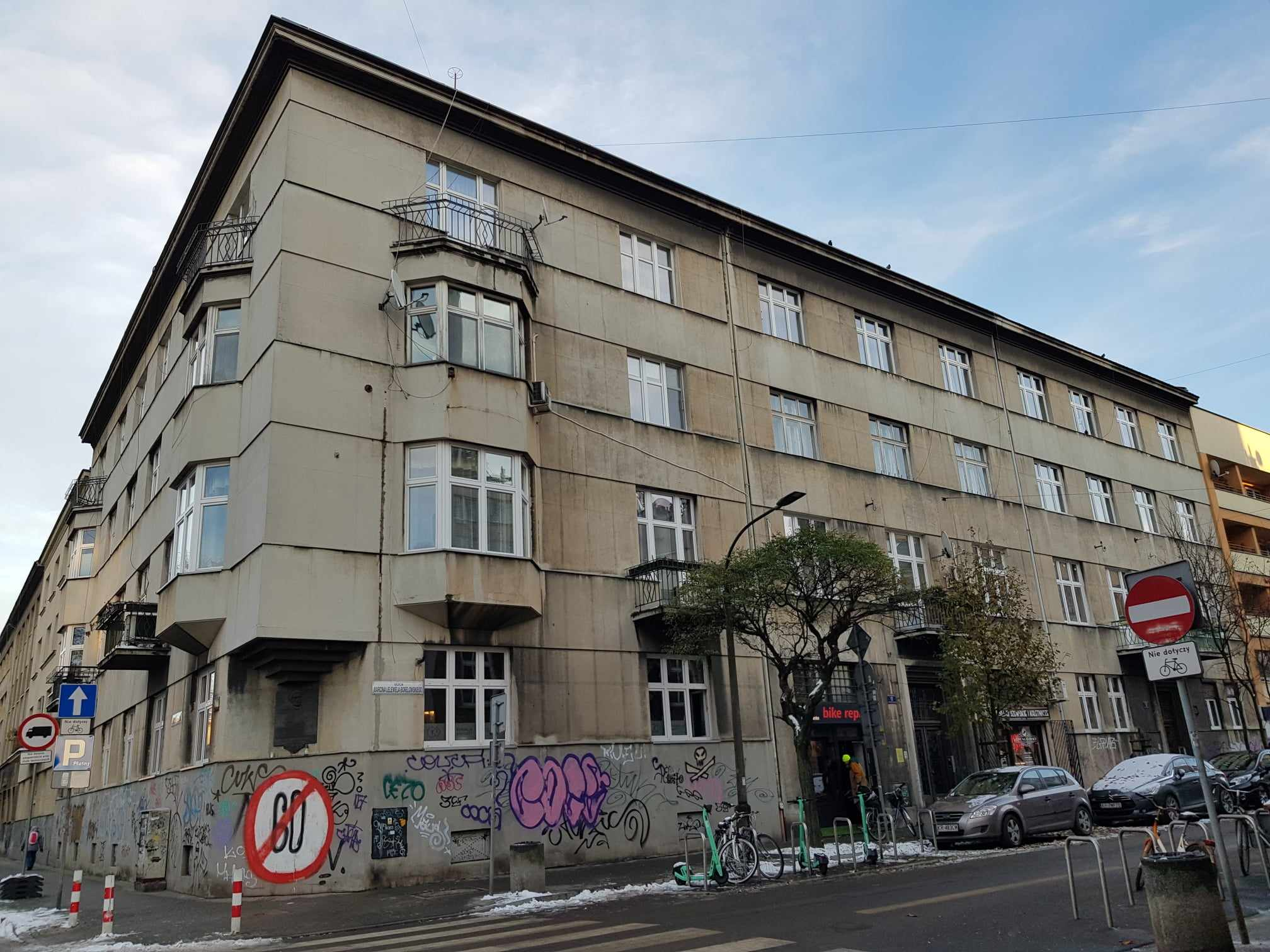
ul. Marcina Borelowskiego-Lelewela 17 Kamienica (proj. Franciszek Mączyński, 1931)
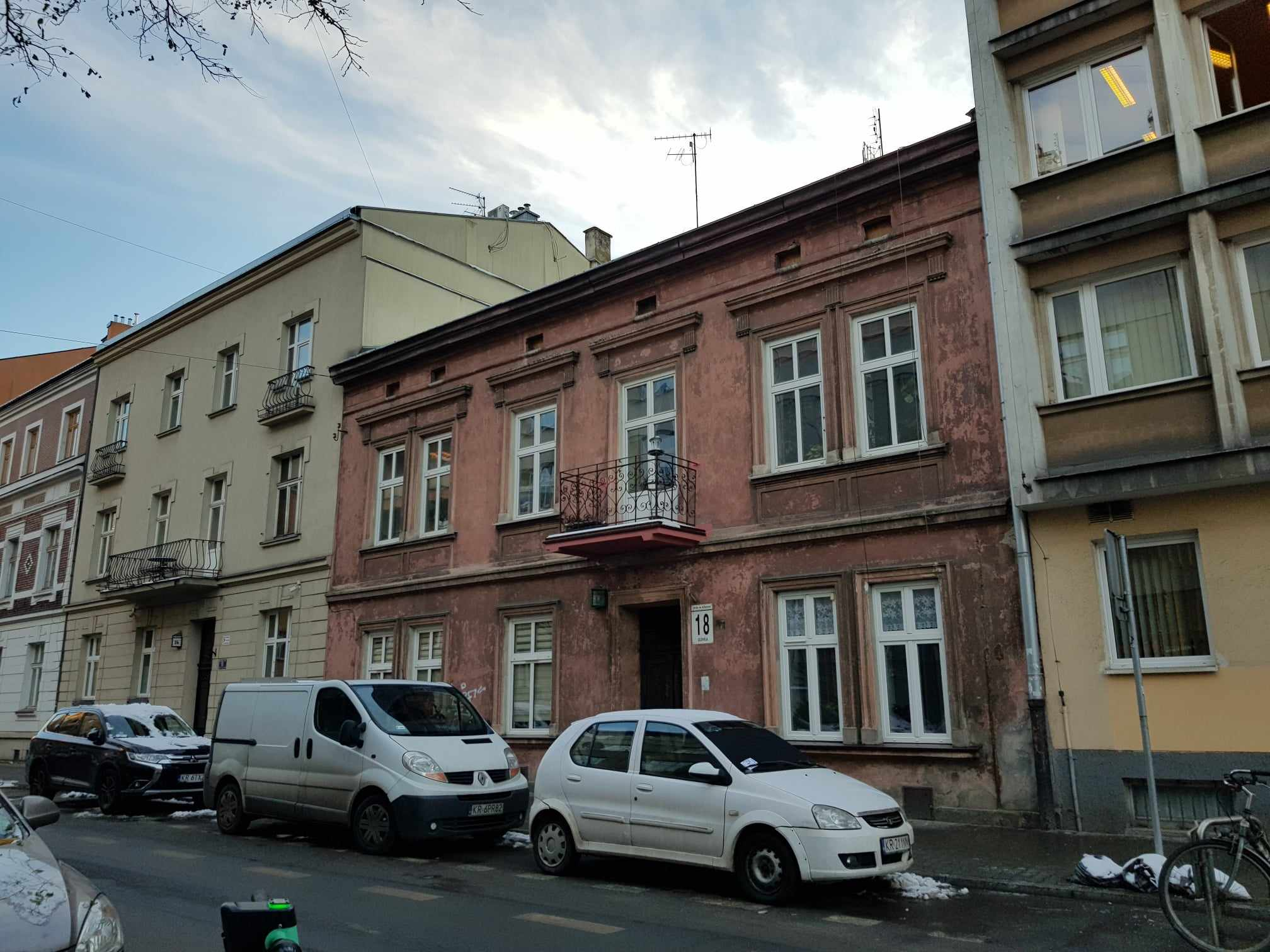
ul. Marcina Borelowskiego-Lelewela 18 Dom (1911)
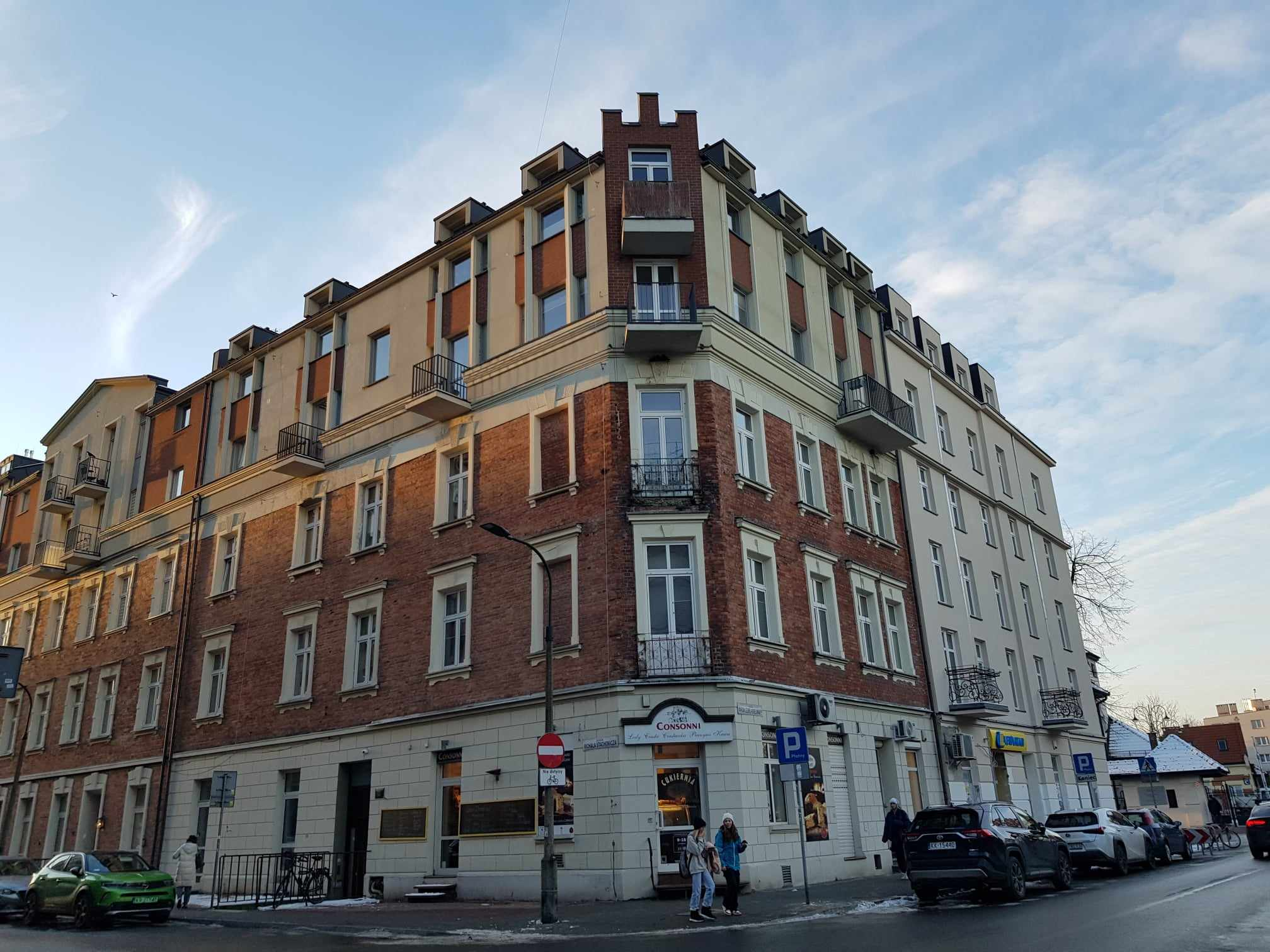
ul. Marcina Borelowskiego-Lelewela 22 Kamienica (1909)